# Sept villes, une chanson
Sept villes, une chanson (Siete ciudades, una canción) fue un concurso de canciones que la televisión pública francesa organizó en 1957 y que, aunque en principio esa no era su intención, acabó sirviendo como selección de la canción que representaría al país en el Festival de la Canción de Eurovisión 1957.

## Organización del concurso
No se sabe exactamente si para el Festival de la Canción de Eurovisión 1957 la televisión francesa quería organizar una final nacional o la canción sería elegida internamente. El programa "Sept villes, une chanson" ha sido considerado una de los formatos de elección de representante en Eurovisión más locos de la historia del festival. Este programa estaba lleno de reglas dudosas y decisiones difícilmente explicables.
Desde diciembre de 1956 se organizaron seis concursos. El concurso probablemente no era al principio una selección de la canción en el festival. En los dos primeros programas, el Festival de la Canción de Eurovisión no era mencionado. Además, en el primer programa, se presentó una canción que no podía participar en el festival: Il est là, una de las canciones que representaron a Francia en el Festival de la Canción de Eurovisión 1956.
En el programa, siete ciudades tenían un jurado cada una y cada miembro del jurado daba un punto a su canción favorita. Este sistema de votación fue similar al usado en Eurovisión de 1957 a los años siguientes. En las siguientes rondas del concurso, sólo había seis jurados por razones desconocidas. 
Los resultados se anunciaron al final de cada semifinal, así que hubo seis ganadores elegidos por los jurados. Sin embargo, no hubo nunca una final, porque la sexta semifinal se organizó sólo tres días antes del Festival de la Canción de Eurovisión 1957.
Sin embargo, la canción La belle amour, ganadora del quinto programa, fue enviada al festival cantada por Paule Desjardins en lugar del cantante de la semifinal Josette Privat.

## Francia en Eurovisión 1957
En el festival, Francia actuó octava de diez, después de Alemania Occidental con Telefon, Telefon y antes de Dinamarca con Skibet skal sejle i nat. Paule Desjardins hizo una puesta en escena simple y estática, como era habitual en esos años. Siendo una de las favoritas, Francia acabó segunda de diez participantes, con 17 puntos, poco más de la mitad de los 31 puntos que recibieron los Países Bajos. Francia recibió puntos de seis de los nueve países participantes que podían votarle. Francia sólo votó a los Países Bajos y a Alemania Occidental. 

### Votación[2]
Cada país tenía un jurado de diez personas. Cada miembro del jurado daba un punto a su canción favorita.
| - 6 puntos a Alemania Occidental - 4 puntos a los Países Bajos | - 6 puntos de Alemania Occidental - 4 puntos de Luxemburgo - 2 puntos de Dinamarca - 2 puntos del Reino Unido - 2 puntos de Bélgica - 1 punto de los Países Bajos |